# Gabriel de Gravone

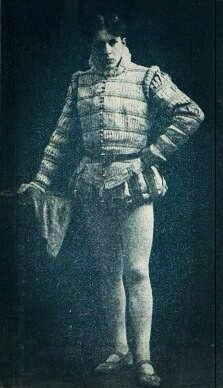
Gabriel de Gravone dans Un drame sous Philippe II (1912)

Gabriel de Gravone (nom de scène d’Antoine Paul André Faggianelli), né le 21 novembre 1887 à Ajaccio et mort le 5 décembre 1972 à Marseille, est un acteur de théâtre, de cinéma et un réalisateur français.

## Biographie
Fils d'un receveur des Postes, Gabriel de Gravone débute enfant au théâtre et vers le milieu des années 1900, étudie l'art dramatique au Conservatoire de Paris, entre autres auprès de Sarah Bernhardt. Il joue ensuite notamment au Théâtre royal du Parc à Bruxelles (ex. : Un drame sous Philippe II de Georges de Porto-Riche en 1912).
Au cinéma, Gabriel de Gravone apparaît pour la première fois dans le court métrage Trahis d'Albert Capellani, sorti en 1910. Suivent de nombreux autres courts métrages (de Capellani et autres) jusqu'en 1914, ainsi que Les Misérables (version 1913 de Capellani), avec Henry Krauss interprétant Jean Valjean, lui-même personnifiant Marius.
Engagé volontaire durant la Première Guerre mondiale, il revient à l'écran dans un court métrage de 1918 sur les méfaits du gaz moutarde. Puis il enchaîne les longs métrages, dont L'Appel du sang de Louis Mercanton (1920, avec Charles Le Bargy et Ivor Novello), La Roue d'Abel Gance (1923, avec Séverin-Mars) et Michel Strogoff de Victor Tourjanski (1926, avec Ivan Mosjoukine et Henri Debain).
Les deux derniers de ses trente-neuf films français sortent en 1927, dont Paris, Cabourg, Le Caire et l'Amour (avec Alex Allin et Anthony Gildès), son unique réalisation. S'y ajoute le film italien La Cavalcata ardente de Carmine Gallone (1925, avec Emilio Ghione et Jeanne Brindeau).
Il se retire alors définitivement, ayant donc tourné exclusivement durant la période du muet.

## Théâtre (liste partielle)
- 1912 : Un drame sous Philippe II de Georges de Porto-Riche : Don Miguel de la Cruz (Théâtre royal du Parc, Bruxelles)

## Filmographie complète

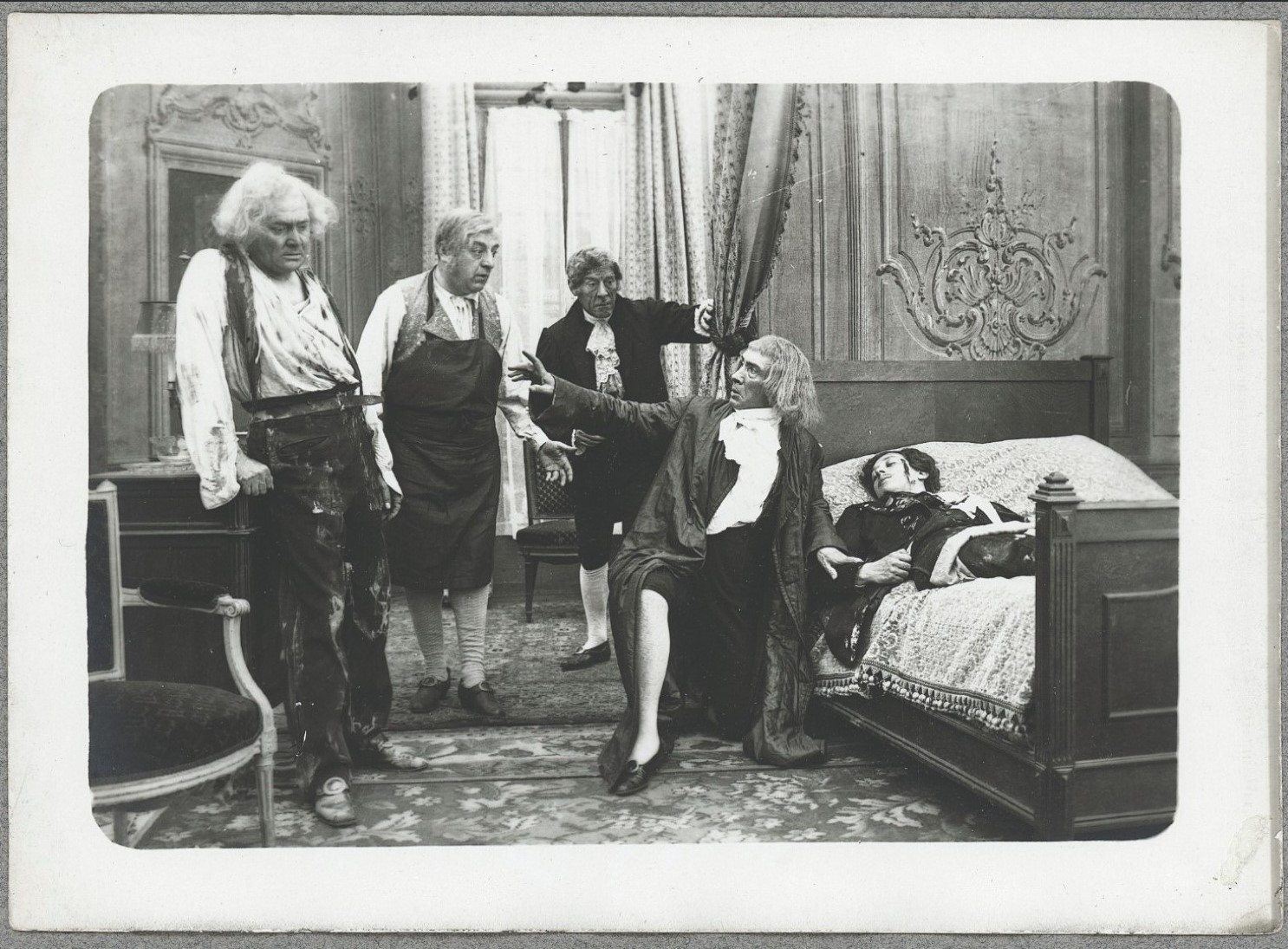
Les Misérables (1913), avec Henry Krauss (à g.), Léon Lérand (assis) et Gabriel de Gravone (couché)

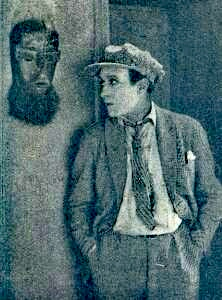
Gabriel de Gravone dans Rouletabille chez les bohémiens (1922)

### Comme acteur
- 1910 : Trahis d'Albert Capellani
- 1911 : Un clair de lune sous Richelieu d'Albert Capellani
- 1912 : Les Étapes de l'amour de Maurice Le Forestier
- 1912 : Le Charme de Maud de René Hervil
- 1913 : Le Rêve interdit d'Albert Capellani
- 1913 : Le Roman d'un jeune homme pauvre de Georges Denola
- 1913 : Papillon et sa gouvernante (réalisateur non-spécifié)
- 1913 : Les Misérables d'Albert Capellani (en quatre époques) : Marius
- 1913 : La Rose du radjah de Gaston Roudès
- 1913 : Le Mariage de l'amour de Maurice Le Forestier
- 1913 : Le Spectre du passé de René Hervil et Louis Mercanton
- 1913 : La Maison du baigneur d'Adrien Caillard et Albert Capellani
- 1914 : Le Scarabée rouge de Gaston Roudès : Robert
- 1914 : Trente ans ou la Vie d'un joueur d'Adrien Caillard
- 1914 : Sous le ciel de Monte-Carlo de Gaston Roudès
- 1914 : Papillon et le peintre de René Hervil
- 1914 : Papillon et le roi nègre de Gaston Roudès
- 1914 : Maud amoureuse de René Hervil
- 1914 : Le Mot du coffre de Gaston Roudès
- 1914 : Le Gant de Maud de René Hervil
- 1914 : L'Effigie de René Hervil
- 1918 : Les Gaz de Gaston Roudès
- 1920 : L'Appel du sang de Louis Mercanton : Gaspare
- 1922 : L'Arlésienne d'André Antoine : Frédéri
- 1922 : Rouletabille chez les bohémiens d'Henri Fescourt : Rouletabille
- 1923 : Petit ange et son pantin de Luitz-Morat : Félix Morand
- 1923 : L'Ombre du péché d'Iakov Protazanov : Jean
- 1923 : La Roue ou La Rose du rail d'Abel Gance : Élie
- 1923 : Le Mariage de minuit d'Armand Du Plessy : Axel de Bligny
- 1924 : Les Demi-vierges d'Armand Du Plessy : Julien de Suberceaux
- 1924 : Mimi Pinson de Théo Bergerat : Frédéric
- 1925 : L'Ornière ou Micheline Horn d'Édouard Chimot : Robert Bucholtz
- 1925 : La cavalcata ardente de Carmine Gallone : Giovanni Artuni
- 1926 : Le Berceau de Dieu de Fred LeRoy Granville : Abel
- 1926 : Michel Strogoff de Victor Tourjanski : Alcide Jolivet
- 1927 : Le Manoir de la peur d'Alfred Machin : Jean Lormeau
- 1927 : Paris, Cabourg, Le Caire et l'Amour de Gabriel de Gravone : Georges de Léran

### Comme réalisateur
- 1927 : Paris, Cabourg, Le Caire et l'Amour

## Note et référence
1. ↑  Parfois orthographié Gabriel de Gravonne ou Gabriel de Gavrone.